# Акт о супрематии
Акт о супрематии (англ. Acts of Supremacy) — два парламентских акта (1534 и 1559), закрепившие разрыв Англиканской церкви с Католической в ходе Реформации и передавшие монарху верховные полномочия в Англиканской церкви.

## Акт о супрематии 1534 года
Акт о супрематии — принятый 3 ноября 1534 года парламентом Англии закон, провозгласивший Генриха VIII (и его преемников) единственным верховным земным главой Церкви Англии (англ. Church of England и лат. Anglicans Ecclesia). В качестве главы Церкви Генрих VIII был в праве пользоваться «титулами, почестями, достоинствами, привилегиями, юрисдикцией и доходами, присущими и принадлежащими достоинству верховного главы Церкви». До этого английские короли, как и многие другие средневековые монархи, пользовались значительной властью над Церковью своего королевства, а именно: контролировали (и при необходимости изымали) её доходы, контролировали (а иногда напрямую осуществляли) духовные назначения. Акт о супрематии передал Генриху VIII, кроме этих традиционных привилегий монарха, ранее свойственные примасам права посещать епархии, визитировать духовенство, решать вопросы вероучения, изменять литургические чинопоследования, исправлять заблуждения и искоренять ереси. Единственным правом, на которое не покусился Генрих VIII, было совершение богослужений, хотя напрямую это ограничение Актом не предусмотрено.
Акт о супрематии не содержал богословского обоснования, но утверждал, что правами Верховного главы Церкви король обладал «в долготу дний», то есть Акт не передавал Генриху VIII никаких новых прав, а лишь торжественно подтверждал их. Тем не менее, авторы Акта не были уверены во всеобщем одобрении нововведения, так как в том же 1534 году был издан Акт об измене, согласно которому лица, отказавшиеся под присягой признать Акт о супрематии, обвинялись в государственной измене. Именно согласно Акту об измене были осуждены и обезглавлены Джон Фишер и Томас Мор.
Акт о супрематии 1534 года действовал в течение всех последующих лет правления Генриха VIII и всего царствования его сына и преемника Эдуарда VI. Старшая дочь Генриха, Мария Тюдор, вступив на престол, отменила Акт в 1554 году, а впоследствии осуществила возвращение Англиканской церкви в лоно Католической.

## Акт о супрематии 1559 года
Елизавета I, вступив на престол, вернулась к политике Реформации. В 1559 году был издан новый Акт о супрематии, подтверждавший Акт её отца Генриха VIII, но называвший королеву не Верховным главой (англ. Supreme Head of the Church of England), а Верховной правительницей Церкви (англ. Supreme Governor of the Church of England), полагая, что женщина не может быть главой Церкви. Принятие Акта сопровождалось требованием особой письменной присяги на верность королеве как верховному правителю Церкви всех клириков, гражданских чиновников, судей, преподавателей университетов и школьных учителей.
Акт о супрематии был отменён во время Английской революции, но затем восстановлен без изменений Карлом II, также требовавшим присяги вышеуказанных лиц (см. Акт о единообразии). Акт о супрематии 1559 года сохраняет юридическую силу по настоящее время, определяя особую роль монарха Великобритании в Церкви Англии как её верховного правителя.